# 前田いつこ
前田 いつこ（まえだ いつこ、1944年3月25日 - ）は、キリンプロに所属している日本の女優。

## 出演

### ビデオパッケージ
- 佐川急便（2003年）
- 生膳（トゥインクル、2003年）
- GENIE インスタントラインスムーサー（ヤーマン）

### CM
- 企業CF "Do you have a HONDA?"（本田技研工業、2004年）
- 広報スポット 映画アカデミー賞（NHK、2005年）
- TEPCOエコキャンペーン（東京電力、2005年）
- ラピディ（QVC、2006年）
- シカゴ線PR（全日空、2006年）
- ジョージア（日本コカ・コーラ）
- 潤透花BBクリーム（毎日笑顔）

### 舞台
- 劇団M.O.P.公演 ズビズビ。（紀伊國屋ホール、2006年） - マネージャー映子 役

### 映画
- レトロの愛情（よしもとクリエイティブ・エージェンシー、2013年製作/2019年劇場公開） - 中央市場の老女 役

### テレビ番組
テレビ番組へのレギュラー出演はないが、ゴールデンタイムなどに放送される番組に時折ゲスト出演することがある。所属事務所公式プロフィール（下記外部リンク節を参照）には、『中居正広の金曜日のスマたちへ』の金スマ波瀾万丈や『徳光和夫の感動再会"逢いたい"』（いずれもTBS）などに複数回ゲスト出演したことが記されている。